# Richardson-Ziesel
Der oder das Richardson-Ziesel (Urocitellus richardsonii, Syn.: Spermophilus richardsonii), auch Prärieziesel genannt, ist eine Nagetierart aus der Unterfamilie der Erdhörnchen (Xerinae).
Die Spezies wurde nach dem schottischen Naturwissenschaftler Sir John Richardson benannt.

## Aussehen
Die Ziesel sind am Rücken braun und am Bauch weiß bis hellbraun gefärbt. Richardson-Ziesel erreichen eine Länge von 35 bis 46 Zentimetern (einschließlich Schwanz) und ein Gewicht von 400 bis 600 Gramm. Die Männchen sind etwas größer als die Weibchen.

## Verbreitungsgebiet und Lebensraum
Die Tiere kommen in den nördlichen Teil der amerikanischen Great Plains sowie in Kanada vor.
Als Habitat besiedeln die Kleinsäuger gern offenen Landschaften wie Grasland, einschließlich Prärien und bevorzugen dabei eine Vegetationshöhen von 15 bis 30 Zentimetern.

## Nahrung
Richardson-Ziesel fressen Gräser, Samen, Früchte, Beeren und Wurzeln und Gliederfüßer, wie beispielsweise Zikaden. Da sie auch gern Feldfrüchte fressen, kommt es immer wieder zu Problemen mit Landwirten.

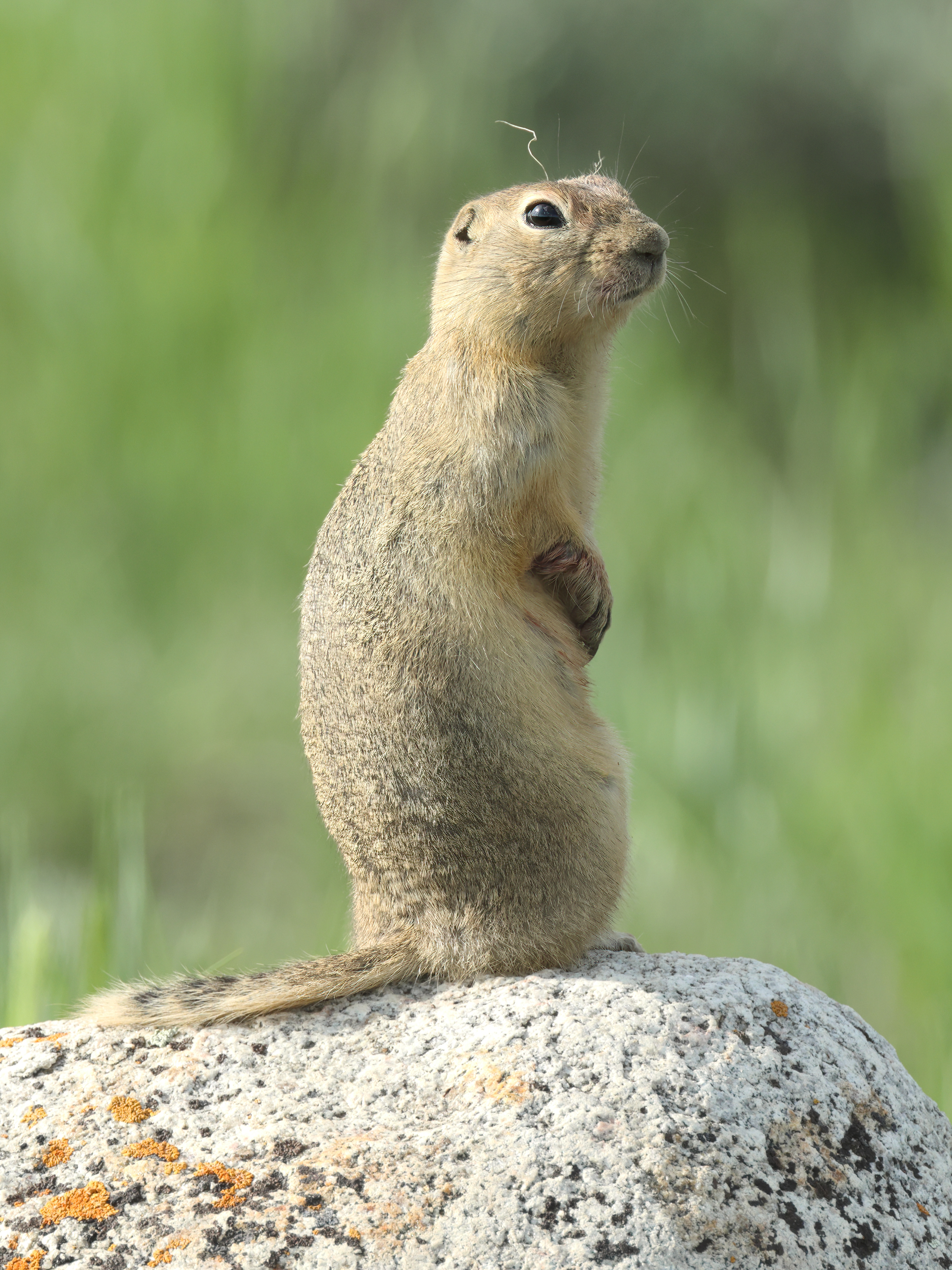
Männliches Richardson-Zwiesel im kanadischen Grasslands-Nationalpark

## Sozialverhalten und Fortpflanzung
Richardson-Ziesel leben in Gruppen und legen dabei gemeinschaftlich genutzte, unterirdischen Bauten mit Tunneln und Kammern an. Die Führung der Gruppe übernehmen ein oder zwei dominante Männchen. Der Familienclan überwintert gemeinsam im Bau, in dem auch der Nachwuchs zur Welt kommt. Die Bauten haben zahlreiche Ein- und Ausgänge und werden von der Gruppe gegen Feinde und Eindringlinge verteidigt.
Die Tiere paaren sich etwa vier Tage nachdem die Weibchen aus dem Winterschlaf erwacht sind. Meist umfasst ein Wurf zwei bis sechs, in Einzelfällen bis zu vierzehn Jungtiere. Im Alter von fünf bis sechs Monaten erreichen die Ziesel ihre Geschlechtsreife. Die Lebenserwartung liegt bei maximal vier bis sechs Jahren.

## Forschung

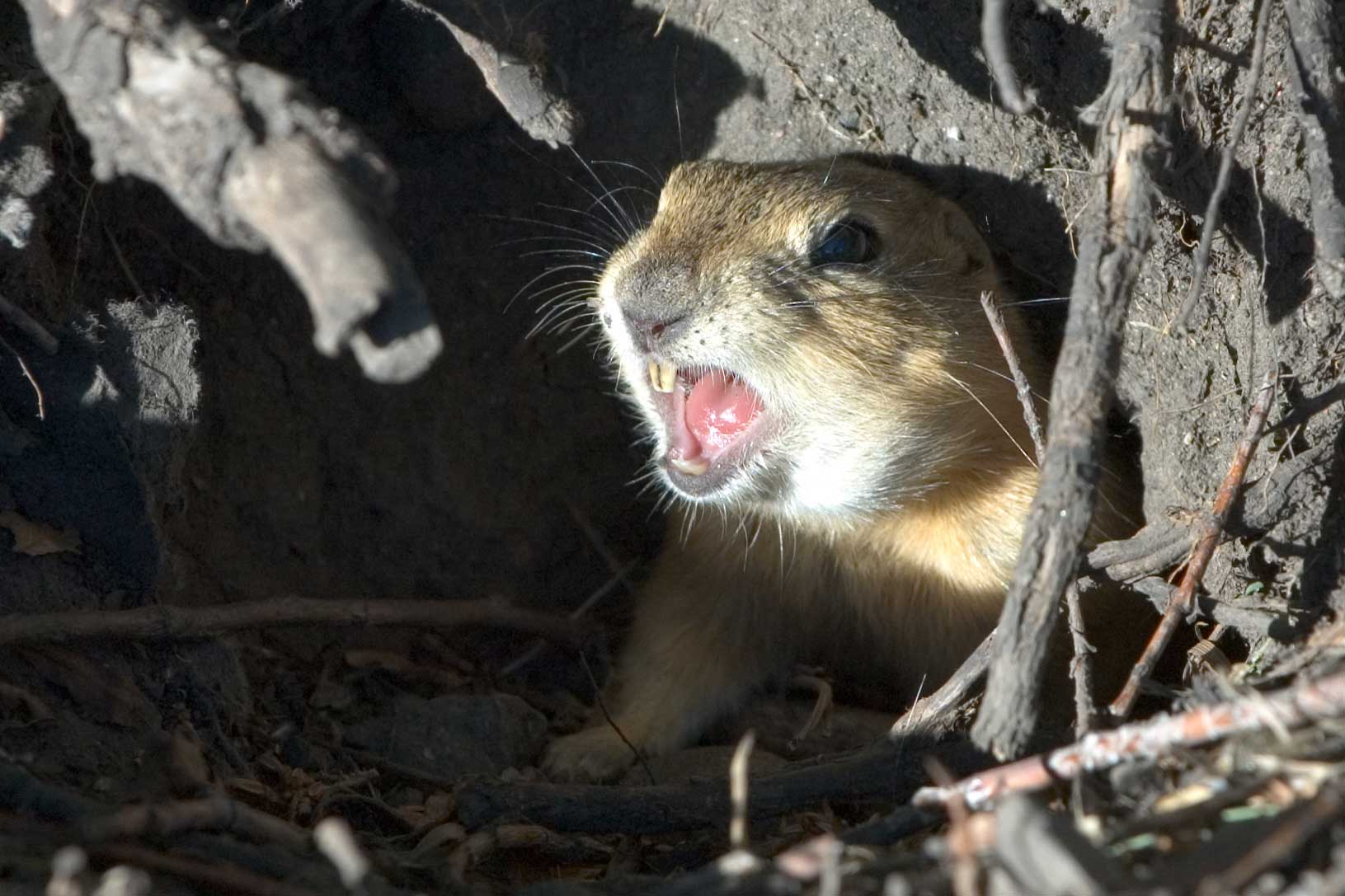
Territorialverhalten

Normalerweise stoßen Erdhörnchen gut hörbare Geräusche aus, um ihre Artgenossen vor potenziellen Feinden zu warnen. Kanadische Wissenschaftler machten bei einer Untersuchung der Warnrufe der Richardson-Ziesel eine interessante Beobachtung: Einige Tiere bewegten sich bei Anblick eines Feindes so, als ob sie Warnrufe ausstießen, produzierten aber dabei nur sehr schwache Laute. Weitere Untersuchungen zeigten, dass es sich bei diesen „Flüster-Rufen“ um Ultraschall-Schreie mit einer Frequenz von ungefähr 50 Kilohertz handelt.

## Systematik
Der Richardson-Ziesel ist eine Art der Gattung Urocitellus innerhalb der Erdhörnchen. Die Erstbeschreibung erfolgte 1822 durch Joseph Sabine. Die Gattung wurde lange als Teil der Ziesel und darin innerhalb der Untergattung Urocitellus eingeordnet, nach einer umfassenden molekularbiologischen Untersuchung wurde diese jedoch als eigenständige Gattung gemeinsam mit mehreren weiteren Gattungen betrachtet.
Die Art ist nach dem schottischen Naturforscher John Richardson benannt.

## Rolle im Ökosystem
Die Kleinsäuger sind sowohl für Säugetiere, wie z. B. Wiesel, Silberdachse und Kojoten, eine wichtige Nahrungsquelle als auch für zahlreiche Greifvögel.
Ihre unterirdischen Bauten werden darüber hinaus von weiteren Tierarten genutzt, wie beispielsweise dem Swiftfuchs und Bodenbrütern, wie dem Kaninchenkauz.

## Gefährdung
Der Richardson-Ziesel wird in der Roten Liste der IUCN als „nicht gefährdet“ (least concern) geführt.
Durch das Anlegen von Bauten sind die kleinen Tiere allerdings bei Landwirten so unbeliebt, dass sie, u. a. in Saskatchewan vielfach gefangen, vergiftet oder erschossen werden.